# Чернівка (Борисовський район)
Чернівка (біл. вёска Чэрнеўка) — село в складі Борисовського району Мінської області, Білорусь. Село належало Метченській сільській раді, розташоване в східній частині області.
Рішенням Мінської обласної ради депутатів від 28 травня 2013 року, щодо змін адміністративно-територіального устрою Мінської області, село Чернівка, уже колишньої Оздятичівської сільської ради, передане до Метченської сільської ради.